# Daniel Fernandes (judo)
Ne pas confondre avec le judoka belge Daniel Fernández
Pour les articles homonymes, voir Daniel Fernandes.
Daniel Fernandes, né le 14 mars 1973 à Nogent-le-Rotrou (Eure-et-Loir), est un judoka français évoluant dans la catégorie des moins de 73 kg (poids légers) dans les années 1990-2000.
Vice-champion du monde en 2003 à Osaka, Fernandes est monté à trois reprises sur le podium des championnats d'Europe. Il participe aux Jeux olympiques de 2004 à Athènes et est battu lors du match pour la médaille de bronze. Quatre années plus tard, le Français ne parvient pas à se qualifier pour les Jeux olympiques de 2008. Plus encore, après l'ultime occasion ratée à l'occasion des championnats d'Europe 2008, il annonce la fin de sa carrière.

## Biographie
Daniel Fernandes grandit dans le Perche nogentais, à La Pousseraie, hameau de Trizay-Coutretot-Saint-Serge. Enfant turbulent, il arrive sur les tatamis en suivant ses copains d'école à sept ans. Au fur et à mesure, ses amis arrêtent mais lui continue. C'est dans un dojo hors-d'âge, sur la place du Marché-aux-Cochons dans sa ville natale, qu'il commence à travailler sa garde. Pendant des années, il s'entraînent avec sérieux et conviction mais sans grands résultats. Le judo est le centre de sa vie, il en fait sa priorité au lycée puis à l'université. Au début du mois de novembre 1995, à vingt-deux ans, il signe son premier coup d'éclat. À Paris, il devient champion de France des moins de 71 kg en battant son coéquipier de l'US Orléans Ferrid Kheder. Cette première victoire lui ouvre les portes de l'INSEP. La suite est d'abord un long tunnel sans victoires.
En 1998, c'est un athlète avec un nouveau look qui ressurgit. Lors d'un stage au Japon, Fernandes se rase les cheveux, signe d'humilité au pays du Soleil-Levant. Endurci par un long travail, il intègre pour la première fois l'équipe de France lors des Championnats du monde par équipes. À Minsk, avec Yacine Douma et Larbi Benboudaoud entre autres, il décroche la première médaille internationale, en bronze. Trois ans après ces Mondiaux, le sociétaire de l'USO émerge véritablement au haut niveau. En février 2001, il remporte le Tournoi de Paris. Trois mois plus tard, toujours sur les tatamis du Palais Omnisports de Paris-Bercy, il accroche la troisième place des Championnats d'Europe. Il est ensuite gêné plusieurs mois par une pubalgie, ne se soigne pas bien et traverse l'année 2002 en boitillant, ratant le billet pour les championnats continentaux 2003.
À trente ans, en septembre 2003, il apprend sa sélection pour les Championnats du monde et part pour Osaka pour gagner. En demi-finale, il déboulonne le tenant du titre Vitali Makarov. En finale, il se fait surprendre par le Sud-coréen Lee Won-Hee. Sa performance lui vaut de participer aux Jeux olympiques de 2004. À l'approche de la compétition, il a six kilos à perdre et se terre dans des salles obscures pour tromper la soif et la faim. Dans la compétition, il est proche de se faire surprendre par un Chinois avant de se débarrasser d'un Israélien puis passe le Brésilien Leandro Guilheiro aux points. Il retrouve Makarov mais s'incline cette fois-ci. Lors du match pour la médaille de bronze, il est battu par l'Américain James Pedro. Quelques mois plus tard, il est sacré champion d'Europe par équipes.
En 2005, il remporte une seconde fois le Tournoi de Paris puis deux nouvelles médailles aux Championnats d'Europe individuels. La seconde année, il perd en finale contre l'espoir Azéri Elnur Mammadli. Cette même année 2006, il termine à nouveau troisième des mondiaux par équipe à domicile et reporte sa retraite annoncée. La proximité de l'échéance olympique le fait continuer. Mais à la différence de quatre années auparavant, il doit conquérir son ticket. S'engage alors un marathon qualificatif qui le conduit aux quatre coins de l'Europe mais en vain. Plus encore, après l'ultime occasion ratée à l'occasion des championnats d'Europe 2008, il annonce la fin de sa carrière,.
En 2009, il est nommé responsable du haut niveau dans son club de l'US Orléans. Parmi ses plus belles réussites, il escorte Automne Pavia et Ugo Legrand sur le podium des JO 2012 de Londres.

## Style
Daniel Fernandes est reconnu comme un spécialiste de ko-uchi-gari. Il est l'ambassadeur d'un judo racé, offensif et spectaculaire.

## Palmarès
| Compétition                       | 1995 | 1996 | 1997 | 1998 | 1999 | 2000 | 2001 | 2002 | 2003 | 2004 | 2005 | 2006 | 2007 |
| --------------------------------- | ---- | ---- | ---- | ---- | ---- | ---- | ---- | ---- | ---- | ---- | ---- | ---- | ---- |
| Jeux olympiques                   | -    |      | -    | -    | -    |      | -    | -    | -    | 5e   | -    | -    |      |
| Championnats du monde             |      |      |      |      |      |      |      |      | 2e   |      |      |      |      |
| Championnats d'Europe             |      |      |      |      |      |      | 3e   |      |      |      | 3e   | 2e   |      |
| Championnats de France            | 1er  |      |      |      |      |      |      |      |      |      |      |      |      |
| Tournoi de Paris                  |      |      |      |      |      |      | 1er  |      |      |      | 1er  |      |      |
| Tournoi de Moscou                 |      |      |      |      |      |      |      | 2e   |      |      |      |      |      |
| Tournoi de Rotterdam              |      |      |      |      |      |      |      |      |      |      |      |      | 3e   |
| Championnats du monde par équipes | -    | -    | -    | 3e   | -    | -    | -    | 3e   | -    | -    | -    | 3e   | -    |
| Championnats d'Europe par équipes |      |      |      |      |      | 1er  |      |      |      | 1er  |      |      |      |

### Ouvrage de référence
- Gérald Massé et Romain Léger, Les exploits des sportifs d'Eure-et-Loir : 1965-2015, Dreux, Antipodes, octobre 2015, 336 p. (ISBN 978-2-9553628-0-8)

1. 1 2 3 4  Judo - 2003 / Daniel Fernandes : l'entêté des tatamis, p. 189
2. 1 2 3 4 5 6  Judo - 2003 / Daniel Fernandes : l'entêté des tatamis, p. 183
3. 1 2 3 4 5 6 7 8 9 10 11 12 13  Judo - 2003 / Daniel Fernandes : l'entêté des tatamis, p. 184
4. 1 2 3 4 5 6  Judo - 2003 / Daniel Fernandes : l'entêté des tatamis, p. 185
5. 1 2 3 4 5 6 7 8 9 10  Judo - 2003 / Daniel Fernandes : l'entêté des tatamis, p. 186
6. 1 2  Judo - 2003 / Daniel Fernandes : l'entêté des tatamis, p. 187

### Autres références
1. ↑  Judo - ChE (H) - Fernandes : «J'ai perdu mon contrat», L'Équipe, 12 avril 2008.
2. ↑  Judo - ChE (H) - Fernandes : «J'ai perdu mon contrat», site Internet du quotidien sportif français L'Équipe, 12 avril 2008.